# Warszawa (Schiff, 1969)
ORP Warszawa war die letzte als Zerstörer klassifizierte Einheit der polnischen Kriegsmarine. Das Schiff gehörte zur sowjetischen Klasse Kaschin Mod (Projekt 61MP). Zur Unterscheidung vom gleichnamigen Zerstörer der Kotlin-SAM-Klasse wurde es inoffiziell als Warszawa II bezeichnet, obwohl es sich streng genommen um das dritte nach der polnischen Hauptstadt Warschau benannte Schiff in der polnischen Marine handelte.

## Geschichte
Das Schiff wurde als eine Einheit des Projekt 61 (Kaschin-Klasse) unter dem Namen Smeli zunächst in die sowjetische Schwarzmeerflotte eingegliedert und wechselte nach dem Umbau 1973, der sie auf den Standard des Projekt 61MP brachte, in die Baltische Flotte. In dieser Zeit trug es das taktische Zeichen 440. 1982 bis 1985 wurde es in Riga generalüberholt.
Nach der Außerdienststellung der Warszawa der Kotlin-SAM-Klasse 1986 entschied sich die Leitung der polnischen Kriegsmarine für die Anpachtung eines sowjetischen Zerstörers der Kaschin-Klasse. Hierfür hat die sowjetische Marine die Smeli angeboten. Nach einer weiteren Überholung in Leningrad 1987 kam das Schiff im Herbst dieses Jahres nach Gdingen und wurde nach einer etwa sechswöchigen Übergabe in die polnischen Seestreitkräfte mit dem Namen Warszawa und der Nummer 271 eingegliedert. Der Pachtvertrag enthielt ein Veränderungsverbot am Schiff sowie eine Ankaufsoption.
Die Warszawa absolvierte in der Folge einige Auslandsbesuche:
- 9.–12. Mai 1989: London,
- 11.–14. September 1989: Stockholm,
- 5.–9. Oktober 1989 Warnemünde/Rostock,
- 7.–10. April 1992: Kiel sowie
- 1.–10. September 1992: Amsterdam.

Mit dem Jahreswechsel 1992/1993 wurde das Schiff im Rahmen der Verrechnung gegen russische Staatsschulden dem polnischen Staat übereignet. In den 1990er-Jahren wurde das Schiff modernisiert. Am 5. Dezember 2003 wurde auf der Warszawa die polnische Flagge gestrichen, die formale Außerdienststellung wurden rückwirkend auf den 1. Dezember 2003 gesetzt.

## Kommandanten
1. komandor porucznik[5] Jerzy Wójcik – Januar 1988 – Oktober 1990
2. komandor porucznik Zdzisław Płaczek – Oktober 1990 – November 1998
3. komandor podporucznik[6] Krzysztof Maćkowiak – November 1998 – Dezember 2003